# Féli Delacauw
Féli Petra Delacauw (4 aprile 2002) è una calciatrice belga, centrocampista dell'Hoffenheim e della nazionale belga.

## Carriera

### Club
Cresciuta a Snellegem, nella città di Jabbeke, Féli Delacauw ha iniziato a giocare a calcio da bambina all'età di 5 anni nel KSV Jabbeke, per poi passare a giocare nel SK Eernegem. In seguito, è andata a giocare al Genk, entrando in prima squadra per la stagione 2019-20 ed esordendo nella Super League, la massima serie del campionato belga. Ha giocato al Genk per tre stagioni consecutive in Super League.
Per la stagione 2022-23 si è trasferita al Fortuna Sittard, società olandese iscritta per la prima volta all'Eredivisie, poi seguita dalle connazionali Tessa Wullaert, Jarne Teulings e Isabelle Iliano.

### Nazionale
Féli Delacauw ha fatto parte delle selezioni giovanili del Belgio sin dall'under 15, giocando cinque partite con la selezione under 16 e altrettante con la selezione under 17, mentre ha collezionato una presenza sia nell'under 15 che nell'under 19, scendendo in campo nelle partite di qualificazione alle fasi finali dei campionati europei di categoria.
La prima convocazione nella nazionale maggiore da parte del selezionatore Ives Serneels è arrivata nel febbraio 2021 in vista di un triangolare amichevole con Paesi Bassi e Germania, denominato Three Nations One Goal. Fece il suo esordio in nazionale il 21 febbraio nella sconfitta per 2-0 contro la Germania, scendendo in campo a pochi minuti dalla fine della partita al posto di Lenie Onzia. Dopo aver preso parte ad alcune amichevoli nella primavera successiva, è stata impiegata nell'aprile 2022 nella partita vinta 5-0 sull'Albania e valida per le qualificazioni al campionato mondiale 2023.
È stata poi inserita da Serneels nella rosa delle 23 giocatrici convocate per il campionato europeo 2022. Ha giocato la seconda metà del secondo tempo in due delle tre partite della fase a gironi contro Francia e Italia, rimediando anche un'ammonizione nella sconfitta contro le francesi.

## Statistiche

### Cronologia presenze e reti in nazionale
| Cronologia completa delle presenze e delle reti in nazionale ― Belgio | Cronologia completa delle presenze e delle reti in nazionale ― Belgio | Cronologia completa delle presenze e delle reti in nazionale ― Belgio | Cronologia completa delle presenze e delle reti in nazionale ― Belgio | Cronologia completa delle presenze e delle reti in nazionale ― Belgio | Cronologia completa delle presenze e delle reti in nazionale ― Belgio | Cronologia completa delle presenze e delle reti in nazionale ― Belgio | Cronologia completa delle presenze e delle reti in nazionale ― Belgio |
| Data                                                                  | Città                                                                 | In casa                                                               | Risultato                                                             | Ospiti                                                                | Competizione                                                          | Reti                                                                  | Note                                                                  |
| --------------------------------------------------------------------- | --------------------------------------------------------------------- | --------------------------------------------------------------------- | --------------------------------------------------------------------- | --------------------------------------------------------------------- | --------------------------------------------------------------------- | --------------------------------------------------------------------- | --------------------------------------------------------------------- |
| 21-2-2021                                                             | Aquisgrana                                                            | Germania                                                              | 2 – 0                                                                 | Belgio                                                                | Amichevole                                                            | -                                                                     | 86’                                                                   |
| 8-4-2021                                                              | Bruxelles                                                             | Belgio                                                                | 0 – 2                                                                 | Norvegia                                                              | Amichevole                                                            | -                                                                     | 77’                                                                   |
| 11-4-2021                                                             | Bruxelles                                                             | Belgio                                                                | 1 – 0                                                                 | Irlanda                                                               | Amichevole                                                            | -                                                                     | 65’                                                                   |
| 10-6-2021                                                             | Madrid                                                                | Spagna                                                                | 3 – 0                                                                 | Belgio                                                                | Amichevole                                                            | -                                                                     |                                                                       |
| 7-4-2022                                                              | Elbasan                                                               | Albania                                                               | 0 – 5                                                                 | Belgio                                                                | Qual. Mondiali 2023                                                   | -                                                                     | 74’                                                                   |
| 16-6-2022                                                             | Wolverhampton                                                         | Inghilterra                                                           | 3 – 0                                                                 | Belgio                                                                | Amichevole                                                            | -                                                                     | 61’                                                                   |
| 23-6-2022                                                             | Lier                                                                  | Belgio                                                                | 4 – 1                                                                 | Irlanda del Nord                                                      | Amichevole                                                            | -                                                                     | 85’                                                                   |
| 26-6-2022                                                             | Lier                                                                  | Belgio                                                                | 0 – 1                                                                 | Austria                                                               | Amichevole                                                            | -                                                                     | 79’                                                                   |
| 14-7-2022                                                             | Rotherham                                                             | Francia                                                               | 2 – 1                                                                 | Belgio                                                                | Euro 2022 - Fase a gironi                                             | -                                                                     | 59’ 90+5’                                                             |
| 18-7-2022                                                             | Manchester                                                            | Italia                                                                | 0 – 1                                                                 | Belgio                                                                | Euro 2022 - Fase a gironi                                             | -                                                                     | 66’                                                                   |
| 6-9-2022                                                              | Erevan                                                                | Armenia                                                               | 0 – 7                                                                 | Belgio                                                                | Qual. Mondiali 2023                                                   | -                                                                     | 60’                                                                   |
| 6-10-2022                                                             | Vizela                                                                | Portogallo                                                            | 2 – 1                                                                 | Belgio                                                                | Qual. Mondiali 2023 - Play-off                                        | -                                                                     | 68’                                                                   |
| Totale                                                                |                                                                       | Presenze                                                              | 12                                                                    |                                                                       | Reti                                                                  | 0                                                                     |                                                                       |